# Shin Saburi

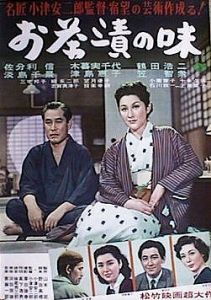
Filmplakat zu
Der Geschmack von grünem Tee über Reis

Shin Saburi (japanisch 佐分利 信, Saburi Shin, eigentlicher Name: Yoshio Ishizaki (石崎 由雄); geb. 12. Februar 1909 in Utashinai (Hokkaidō); gest. 22. September 1982) war ein japanischer Filmschauspieler, der bis kurz vor seinem Tod in zahlreichen Filmen mitwirkte und auch als Regisseur tätig war.

## Leben und Wirken
Geboren als Sohn eines Bergmanns arbeitete Saburi zunächst als Mittelschullehrer, ging dann nach Tokyo und schlug sich mit verschiedenen Tätigkeiten durchs Leben.
Ab 1929 besuchte er die Filmschauspieler-Schule (日本映画俳優学校, Nihon eiga haiyū gakkō) in Tōkyō, der Vorläufereinrichtung der heutigen privaten Filmhochschule (日本映画大学, Nihon eiga dagaku). 1930 ging er mit Kollegen zusammen nach Kyōto zum Filmunternehmen Nikkatsu mit dem Wunsch, Regisseur zu werden, kam aber in die Abteilung Schauspieler-Ausbildung. In seinem ersten Film „Ich hasse Japan“ (日本嫌, Nihon kirai) trat er unter dem Künstlernamen Gen Shimazu (島津元) auf.
Später wechselte Saburi zu Shōchiku, wo er bald mit Shūji Sano und Ken Uehara (上原 謙; 1909–1991) zu den drei großen Schauspielern des Unternehmens gehörte. Er wirkte in insgesamt 188 Filmen mit, darunter in einer Reihe von Filmen von Ozu Yasujirō. Dazu kamen zahlreiche Serien für das Fernsehen. Bei 14 Filmen führte er selbst Regie.
1975 erhielt Saburi die kaiserliche Ehrenmedaille für seine künstlerische Leistung.

## Filmografie (Kleine Auswahl)
(Filme unter Ozu sind mit einem * gekennzeichnet)
- 1937: Kōjō no tsuki (荒城の月), ein Film über Taki Rentarō
- 1941: Die Geschwister Toda (戸田家の兄妹, Toda-ke no kyōdai) *
- 1942: Es war einmal ein Vater *
- 1952: Scheidung (離婚, Rikon)
- 1952: Der Geschmack von grünem Tee über Reis *
- 1958: Sommerblüten *
- 1960: Spätherbst *
- 1974: Lied der Morgenröte (朝やけの詩, Asayake no uta), wurde auf den Berliner Filmfestspielen gezeigt
- 1974: Zerbrechliches Schicksal (砂の器, Suna no utsuwa)
- 1975: Versteinerung (化石, Kaseki) basiert auf einem Roman von Yasushi Inoue
- 1982: Wüstes Land mit Versteinerungen (化石の荒野, Kaseki no kōya) war Saburis letzter Film